# Alluyes
Alluyes is een gemeente in het Franse departement Eure-et-Loir (regio Centre-Val de Loire) en telt 619 inwoners (1999). De plaats maakt deel uit van het arrondissement Châteaudun.

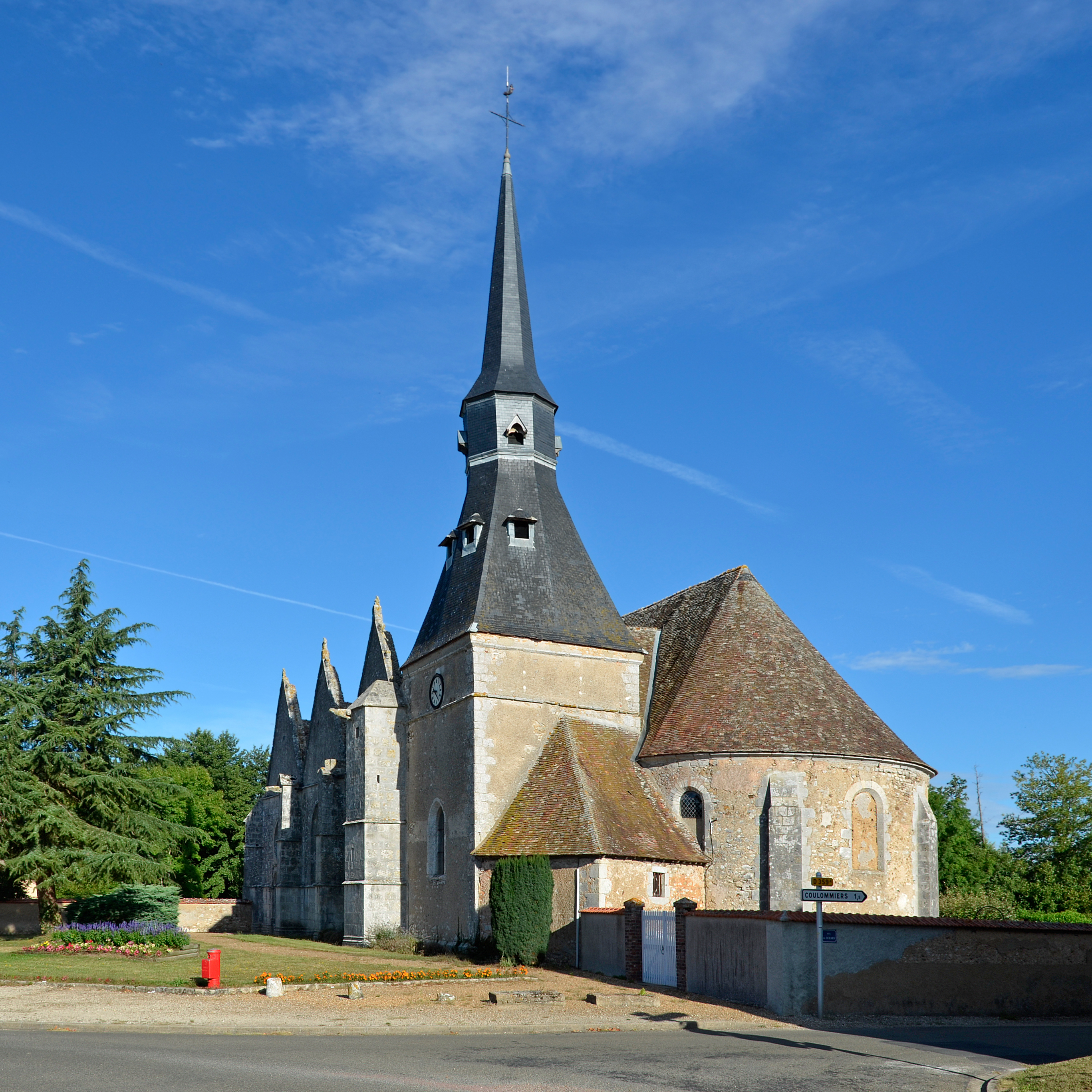
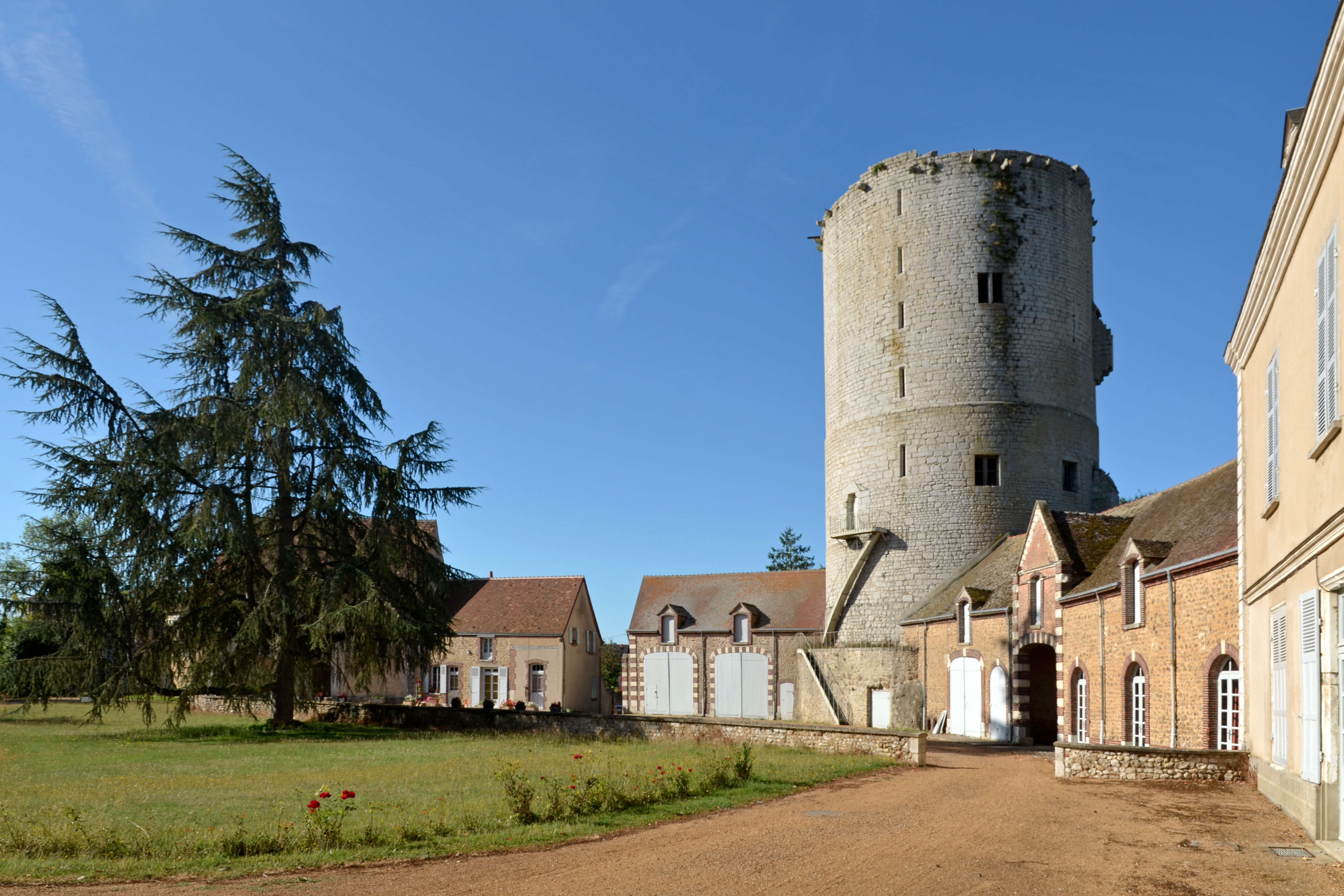

## Geografie
De oppervlakte van Alluyes bedraagt 19,9 km², de bevolkingsdichtheid is 31,1 inwoners per km².
De onderstaande kaart toont de ligging van Alluyes met de belangrijkste infrastructuur en aangrenzende gemeenten.

## Demografie
Onderstaande figuur toont het verloop van het inwonertal (bron: INSEE-tellingen).